# Kim Nam-joo (cantante)
Kim Nam-joo (김남주?, 金南珠?, Gim Nam-juLR, Kim NamchuMR; Seul, 15 aprile 1995) è una cantante e attrice sudcoreana, membro del gruppo musicale Apink.

## Biografia
Kim Nam-joo nasce il 15 aprile 1995 nel Distretto di Seocho di Seul, in Corea del Sud. Da adolescente frequenta la Scuola di Arti Sceniche della città assieme alle colleghe  Son Na-eun, Oh Ha-young e Hong Yoo-kyung, terminando i propri studi nel 2014. Successivamente frequenta l'Università di Sungkyunkwan.

### Apink
Dopo essere stata accettata presso un'audizione della Cube Entertainment nel 2010, entra a far parte del gruppo musicale Apink. Compie il suo debutto come membro della girl group il 21 aprile 2011, nel programma musicale M! Countdown della Mnet, esibendosi con i singoli I Don't Know e Wishlist.
Successivamente diventa membro della sub-unità PINK BnN assieme a Yoon Bo-mi.

## Discografia

### Singoli
- 2020 – Bird

## Filmografia
- Susagwan Alice (수사관 앨리스?) – serial TV (2015-2016)
- Akdongtamjeongseu (악동탐정스?) – serial TV (2017-2018)